# ヒロオウミヘビ
ヒロオウミヘビ（学名：Laticauda laticaudata）は、コブラ科に分類されるヘビの一種。エラブウミヘビ属の模式種。毒蛇であり、インド洋と西太平洋に分布する。

## 分類
カール・フォン・リンネによって1758年の『自然の体系』第10版の中で、Coluber laticaudatus として記載された。Laticauda laticaudata laticaudata と L. l. affinisの2亜種が存在する。種小名laticaudaは「広い尾」の意で、和名と同義。

## 分布
ベンガル湾のバングラデシュ、インド東部、アンダマン諸島、ニコバル諸島、スリランカ、ミャンマー、タイ、マレー半島からインドネシアの海岸、東ティモール、ニューギニア島、フィリピン、福建省と台湾の沖合、日本、ポリネシア、メラネシア、ソロモン諸島、ニューカレドニア、パラオ、バヌアツ、フィジー、オーストラリアのクイーンズランド州まで、インド洋東部と西太平洋に分布する。日本では主に南西諸島以南で見られるが、九州や四国、和歌山県などで黒潮に乗って流れ着いたと思われる個体が発見されることもある。2011年にはニュージーランドのオークランド地方で1匹が発見され、2025年1月にも再び発見されたが、水族館に移送されてすぐに死亡した。

## 形態
腹板は大きく、横幅は体幅の3分の1から半分以上で、縦幅の4倍以上である。鼻孔は外側にあり、鼻板は鼻間板によって分離されている。胴体中央部の体列鱗数は19。前頭前額板の間に鱗は無く、吻端板は分割されていない。腹板数は225-243である。尾下板数は、雄で38-47、雌で30-35である。上唇板と下唇板は暗褐色である。全長は性別により異なり、雄は910mm、雌は1,070mmである。尾長は雌雄ともに110mmである。19列の体鱗と暗褐色の上唇板によって、他の種と区別が可能である。体型は細く、体色は鮮やかな青色で、幅広の黒い横帯が入る。

### 毒性
強力な神経毒を保有している。

## 生態

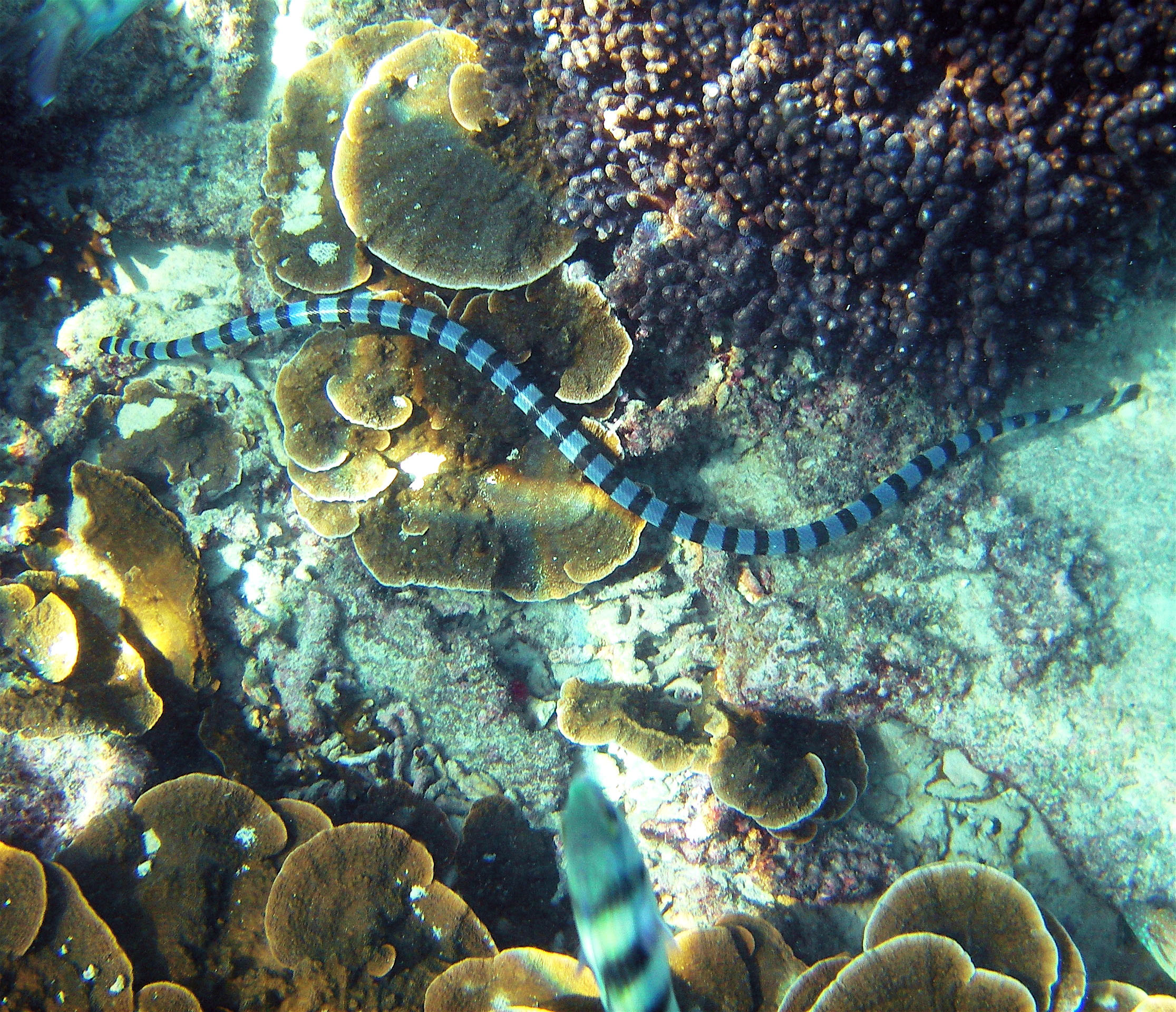
海中を泳ぐ

サンゴ礁で餌を探し、陸に戻って獲物を消化する。脱皮や交尾、産卵も陸上で行われる。水から陸へ移動する際には急激な温度変化に晒されるため、直射日光を避けることで、温度変化の影響を緩和する。オナガミズナギドリの巣穴で暖を取ることが知られている。海洋に生息する。夜行性で、昼間は海岸にある岩の割れ目などで休む。食性は動物食で、魚類（特にアナゴやウツボなどの体形が細い魚類を好む）を食べる。繁殖形態は卵生。海岸にある岩の割れ目等に1回に4-5個の卵を産む。卵は約5か月で孵化する。

## 人間との関係
攻撃性が低いことから海中で自主的に人に対して咬みつくことはないが、まれに咬もうとすることもある。人目に触れることは多くはないが地域によっては生息密度が高い場所もあるらしく、石垣島では1995年の夏季に1晩で約150頭の本種が発見された例もある。特定動物に指定されているため、個人での飼育は不可能である。日本では環境省の両生類・爬虫類レッドリストにおいて絶滅危惧II類に指定されている。